# Cala Forn (l'Ametlla de Mar)
La cala Forn és una platja natural del municipi de l'Ametlla de Mar (Baix Ebre) situada entre la urbanització Sant Jordi d'Alfama a llevant, i la urbanització les Tres Cales a ponent. És una petita cala en forma de 'U' delimitada de manera natural a banda i banda per roques i situada en un entorn residencial. Té una longitud de 54 m i una amplada mitjana de 75 m, de sorra fina i un pendent d'entrada a l'aigua moderat. El grau d'ocupació de cala a l'estiu és alt. L'accés a peu és fàcil, per mitjà de camí asfaltat. També s'hi pot arribar en cotxe, ja que té aparcament. Disposa de servei de socorrisme i salvament, dutxes, banys portàtils i guingueta de refrescos i gelats a l'estiu.
L'Agència Catalana de l'Aigua efectua un control setmanal de la qualitat de l'aigua, durant la temporada de bany, amb el resultat d'excel·lent. Està guardonada amb la Bandera Blava, que reconeix internacionalment la qualitat de l'aigua i serveis.